# East Dunbartonshire
East Dunbartonshire (en gaèlic escocès: Siorrachd Dhùn Bhreatainn an Ear) és un dels 32 consells unitaris (en anglès: council area) en què està dividida administrativament Escòcia. Limita amb els consells unitaris de West Dunbartonshire, Stirling, North Lanarkshire i Glasgow. La capital administrativa és Kirkintilloch
El territori que forma part d'East Dunbartonshire correspon en part amb el dels antics comtats de Stirlingshire, Dunbartonshire i Lanarkshire fins al 1975. East Dunbartonshire va ser format el 1996, en establir-se una nova divisió administrativa a Escòcia de govern local unitari, a partir dels districtes de l'antiga regió de Strathclyde, divisió administrativa existent des del 1975, de Bearsden, Milngavie i Strathkelvin.